# G-Train (Korail)
G-Train còn gọi là West Gold Train (tiếng Hàn: 서해금빛열차) là một xe lửa tham quan ở Hàn Quốc được quản lý Korail. Tàu đi vào hoạt động từ năm 2015 à vận chuyển hành khách du lịch từ Seoul dọc theo các vùng ven Biển Tây.

## Tổng quan
Tuyến tàu được mở cửa vào ngày 5 tháng 2 năm 2015, và bắt đầu khởi hành từ Ga Yongsan ở Seoul đến Ga Iksan ở Jeollabuk-do và quay trở lại. Tàu sẽ đi đến nhiều địa điểm gần địa điểm du lịch, bảy địa điểm thu hút ở Asan vào mùa xuân như đền Sudeoksa ở Yesan, cảng Namdang Hongseong, biển Daecheon và vũng bùn ở Boryeong, viên nghiên cứu sinh thái quốc gia ở Seocheon, khu phố di sản văn hoá, và các hòn đảo lân cận tại Gunsan và bảo tàng hoàng kim Iksan ở Iksan.
Từ "G", trong tên tuyến tàu, là viết tắt của chữ "gold" (vàng), như ám chỉ bảy địa điểm "vàng" ở bờ biển Tây, nơi mà đoàn tàu dừng lại. Bên ngoài toa tàu được trang trí bằng những biểu tượng đại diện cho bảy địa điểm du lịch của vùng, cùng với bảy họa tiết óng ánh.
Đoàn tàu gồm có 5 toa hành khách, với bồn ngâm chân nóng jacuzzi cùng với chỗ ngồi đối diện với cửa sổ trong quầy cà phê, "Footbath Café", dành cho uống trà. Một toa gồm có 9 phòng, với ghế ngồi dành cho sáu người, cùng với sàn sưởi ấm, theo phong cách ondol, giống như sàn sưởi ấm hanok tuyền thống, phổ biến với tất cả hộ gia đình ở Hàn Quốc.
Các hoạt động trên tàu bao gồm diễn hài, và các chương trình sinh thái do Viện nghiên cứu sinh thái quốc gia tổ chức.

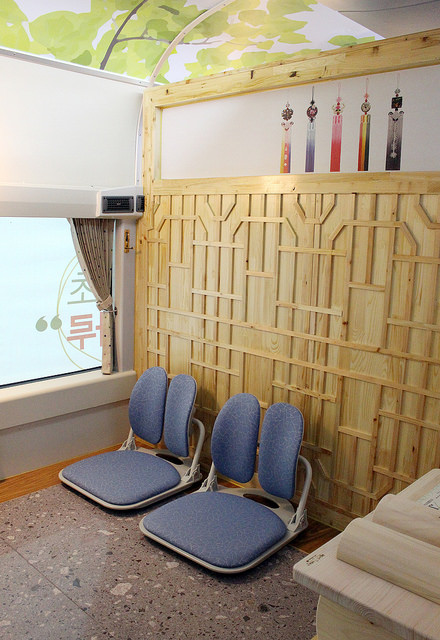
Nội thất bên trong G-Train

## Hoạt động
- Ngày bắt đầu: 5 tháng 2 năm 2015
- Ga: Ga Yongsan - Ga Yeongdeungpo - Ga Suwon - Ga Asan - Ga Onyangoncheon - Ga Yesan - Ga Hongseong - Ga Gwangcheon - Ga Daecheon - Ga Janghang - Ga Gunsan - Ga Iksan[11]